# Torrita di Siena
Torrita di Siena è un comune italiano di 6 952 abitanti della provincia di Siena in Toscana.
È un antico borgo situato su una collina (325 m s.l.m.) nella parte occidentale della Val di Chiana.

## Geografia fisica
- Classificazione sismica: zona 3 (sismicità bassa), Ordinanza PCM 3274 del 20/03/2003
- Classificazione climatica: zona D, 1899 GR/G
- Diffusività atmosferica: media, Ibimet CNR 2002

## Storia
Il nome "Torrita" compare per la prima volta su un codice amiatino del 1037. Il castello, soggetto alla sovranità e alla difesa della repubblica di Siena, era protetto da una cinta muraria munita di torri quadrate e di quattro porte di accesso: Porta a Pago, Porta Gavina, Porta Nova e Porta a Sole. Fu baluardo avanzato (castrum) di Siena nella lotta contro Montepulciano; successivamente, nel 1554 venne conquistata da Firenze e assoggettata al potere mediceo.
A partire dagli inizi del Novecento conobbe un grande sviluppo soprattutto per quanto riguarda le attività artigianali e della lavorazione del legno.

### Simboli
Lo stemma comunale, di origine medievale e riconosciuto con DCG del 20 novembre 1937, presenta questa blasonatura:
E così il gonfalone, concesso con analoga disposizione il 31 agosto 1939:
Entrambi i decreti, poiché promulgati durante il fascismo, prevedevano che lo scudo comunale fosse corredato dal Capo del Littorio; tale orpello è stato poi eliminato nel secondo dopoguerra.
Lo stemma comunale trae origine dalla storica dipendenza senese del comune: il leone argenteo in campo rosso è infatti uno dei tre simboli patrii della Repubblica di Siena e il suo uso è perdurato nei secoli, fino all'adozione quale emblema provinciale. La versione di Torrita si distingue per l'assenza di corona e per il fatto che il felino regge in una zampa un mazzetto di tre spighe, allegoria della fertilità del territorio.

## Monumenti e luoghi d'interesse

### Architetture religiose
- Chiesa del Triano
- Chiesa della Madonna dell'Olivo
- Chiesa della Madonna delle Fonti a Giano
- Chiesa della Madonna delle Nevi
- Chiesa della Santissima Annunziata
- Chiesa delle Sante Flora e Lucilla
  - Lunetta con il Sangue di Cristo, attribuita a Donatello
- Chiesa di Santa Croce
- Collegiata dei Santi Martino e Costanzo
- Chiesa della Madonna della Pace

### Architetture civili
- Palazzo Comunale o ex palazzo Pretorio
- Porta Nova: Aperta nel 1836, anni in cui Gaudenzo Batignani ricopriva il ruolo di camarlingo (cioè di amministratore delle entrate della comunità di Torrita), è la più recente tra le porte nel centro storico di Torrita di Siena. Dalla porta prende il nome la Contrada in sua corrispondenza, in cui sorge una delle residenze del dittatore della Repubblica Senese Pandolfo Petrucci, risalente quindi al XVI secolo, in cui egli usava ritirarsi o nascondersi dai conflitti che sorgevano all'interno del suo governo.
- Porta Gavina: Risale al 1208, dopo che fu stipulata la pace tra Siena e Firenze. Originariamente fu costruito un antiporto corrispondente, di cui oggi si possono vedere alcuni resti. Tra gli episodi legati al monumento vi è l'esecuzione nel 1554 di una vecchia abitante di Torrita, Nencia, che alla caduta del borgo sotto il dominio fiorentino, rifiutò di sottostare al governo dei conquistatori e fu, per questo, inchiodata al legno di questa porta.
Fuori dal centro storico odierno, in prossimità di Porta Gavina, sorgeva in età medioevale un borgo esterno al castello, in gran parte distrutto nel XIV secolo. Una sua rappresentazione è presente in un affresco di Lippo Vanni, custodito nella sala del Mappamondo a Siena.
- Porta a Pago: Le sue origini risalgono molto probabilmente al XIII secolo ed è compresa nella zona meglio conservata del centro storico. Da questa porta fuggirono i trecento archibugieri che componevano il presidio senese nel XVI secolo, posto a difesa di Torrita in una delle sue ultime battaglie, abbandonando la città alla sua disfatta.
- Porta a Sole: Ingresso orientale del castello (da cui il nome). Qui si concluse, e perse, l'ultima battaglia contro l'esercito imperiale, comandato dal poliziano Vincenzo Nobili.
- Antica cisterna: in piazza Matteotti, aveva la funzione di fornire l'acqua lungo tutto il perimetro dell'abitato ed è ubicata nel punto di incrocio delle quattro strade che conducono alle porte della città, ma anche centro di interazione civile e religiosa degli abitanti del posto. La cisterna è oggi ben visibile al centro della piazza e, quindi, del paese, ed è circondata dai più antichi e importanti palazzi di Torrita, tra cui il duecentesco palazzo Comunale.
- Orto verticale: sviluppato in una galleria sotterranea di 180 metri che porta ad una profondità di 23 metri, vi si coltivano vari ortaggi, che possono crescere grazie all'umidità dell'ambiente e a un sistema di lampade a LED.
- Teatro Comunale degli Oscuri.
- Ospedale Maestri.

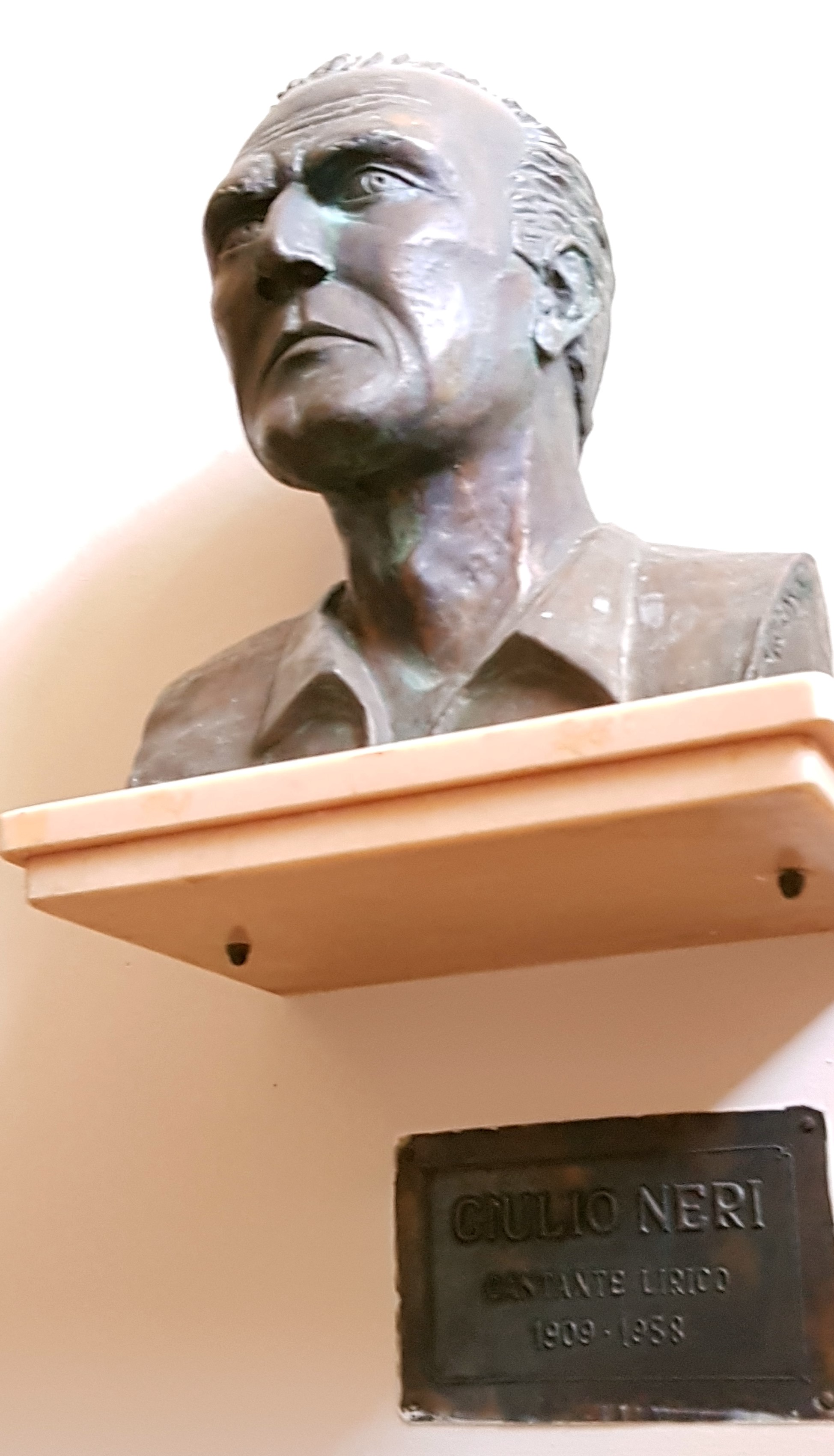
Busto dedicato al cantante lirico Giulio Neri, opera di Giuliano Censini, posto all'ingresso del Teatro degli Oscuri
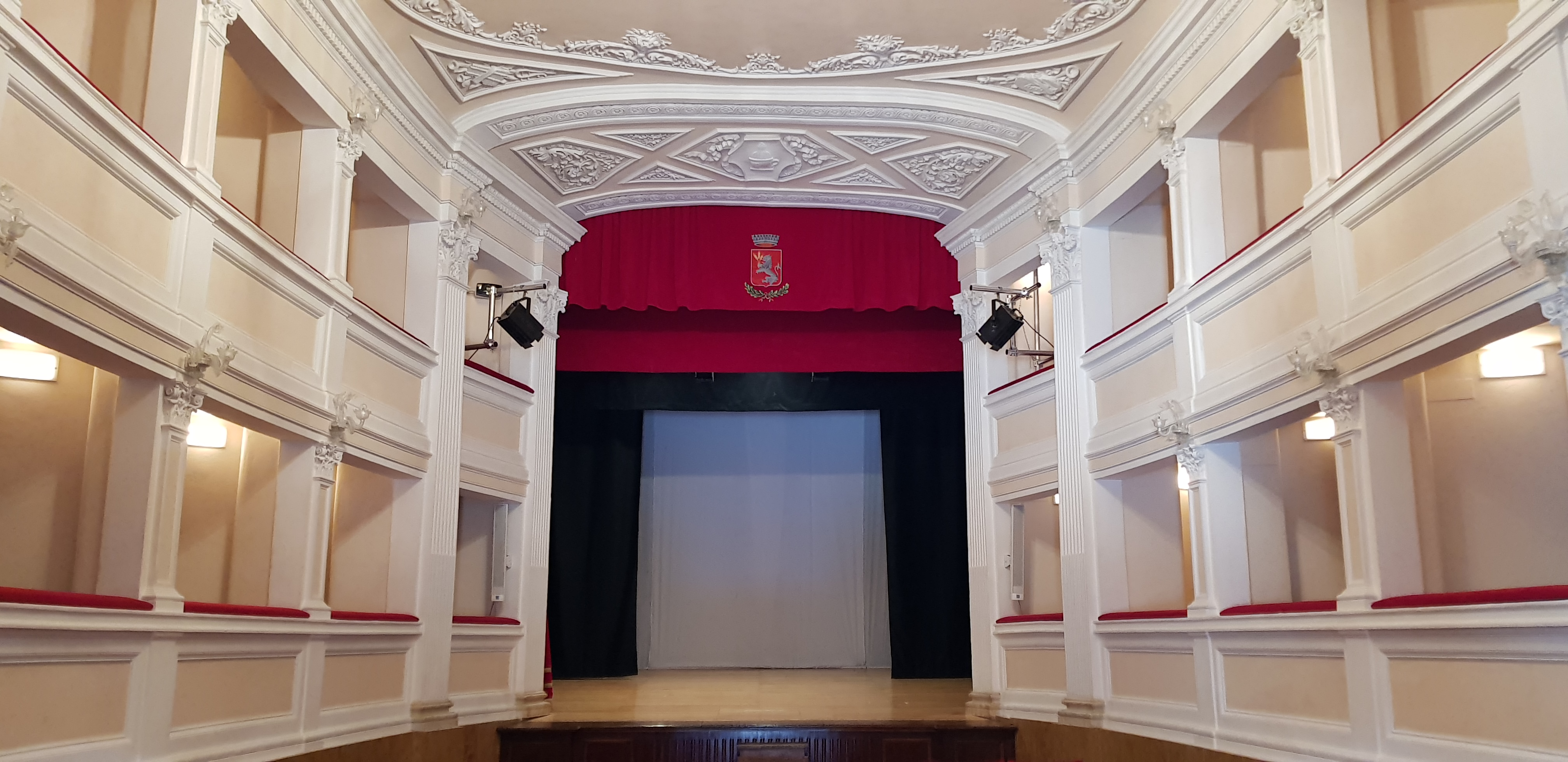
Teatro degli Oscuri
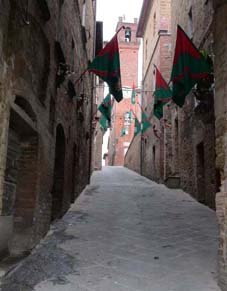
Vista subito dopo Porta a Pago
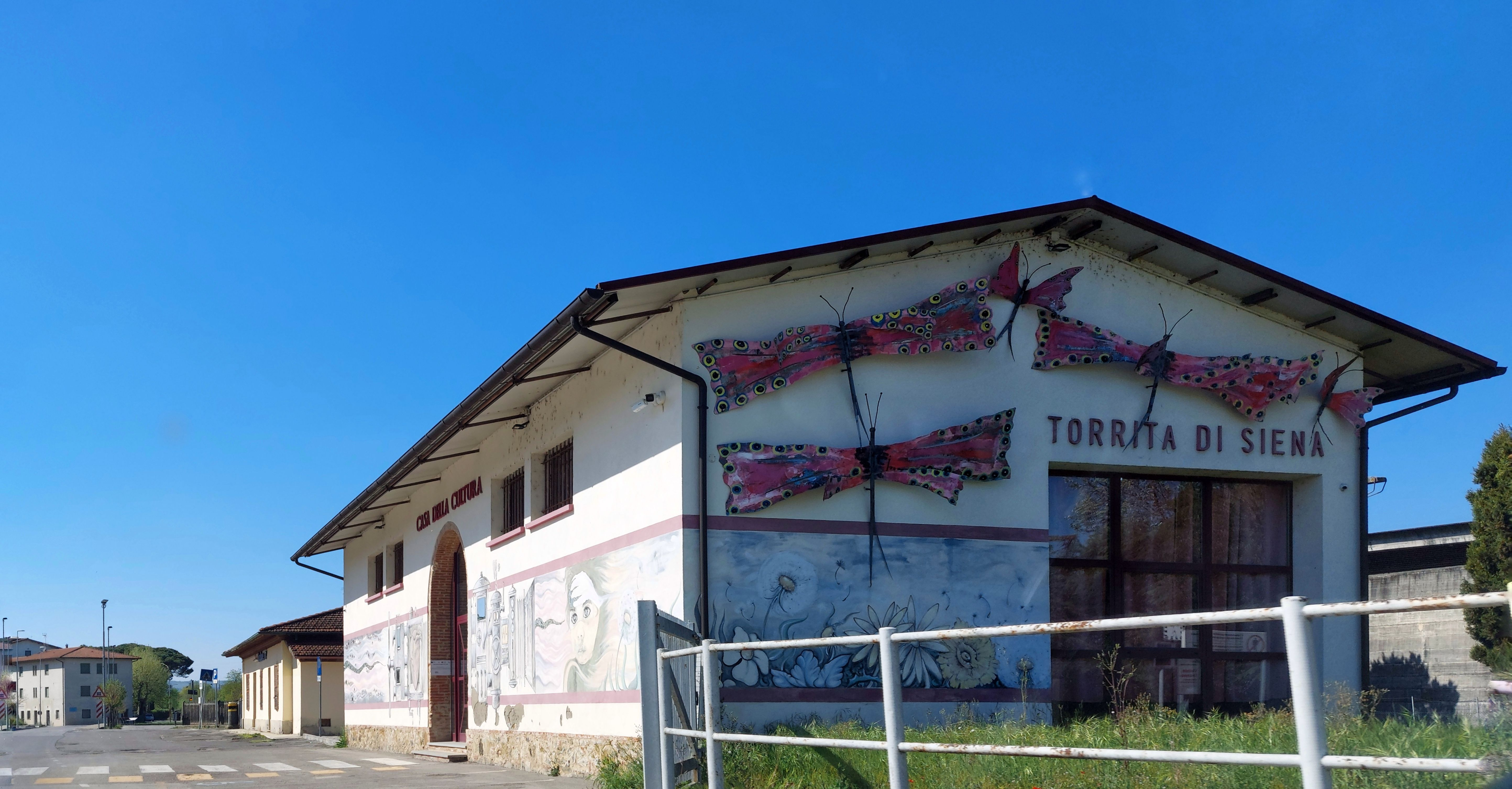
Casa della cultura

## Società

### Evoluzione demografica
Abitanti censiti

### Etnie e minoranze straniere
Secondo i dati ISTAT al 31 dicembre 2009 la popolazione straniera residente era di 647 persone. Le nazionalità maggiormente rappresentate in base alla loro percentuale sul totale della popolazione residente erano:
- India 190 2,53%
- Bulgaria 94 1,25%
- Albania 78 1,04%
- Romania 75 1,00%

### Tradizioni e folclore

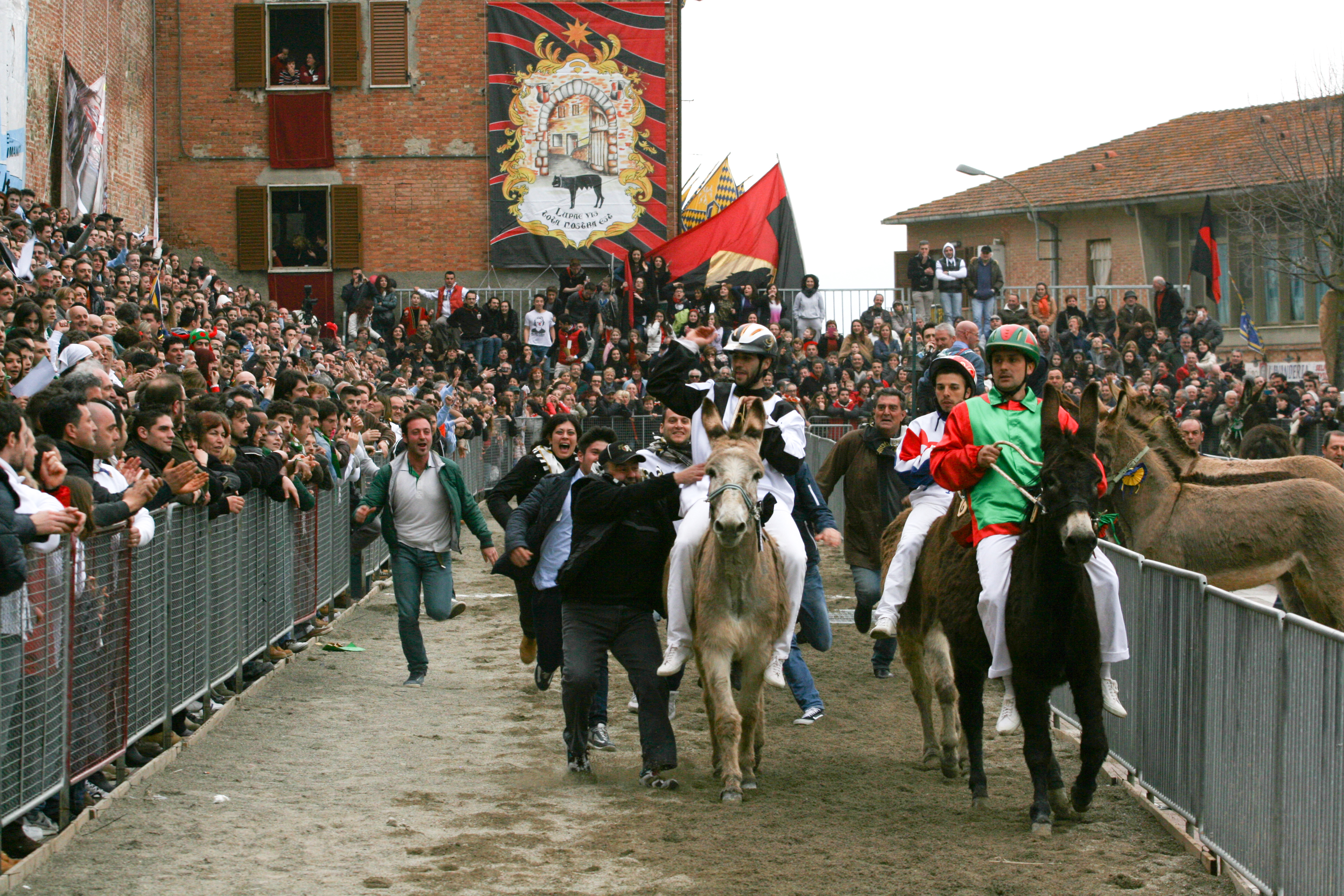
Palio dei Somari

- Palio dei somari di Torrita di Siena, manifestazione nata nel 1966[9], in onore del santo protettore dei falegnami, san Giuseppe[10]. La prima corsa si svolse nel 1967.

Si tratta di una gara tra asini montati a pelo, disputata tra otto contrade: quattro dell'antico castello medioevale di Torrita di Siena: Porta a Pago, Porta a Sole, Porta Gavina e Porta Nova e quattro corrispondenti ai quattro rioni del paese: Stazione, Refenero, Le Fonti e Cavone.
Si deve la dedica a san Giuseppe al fatto che a Torrita di Siena la lavorazione del legno è sempre stata un'attività molto praticata. La festa voleva mettere in evidenza la fatica e la semplicità del lavoro umano, di conseguenza proprio l'asino, animale umile e soprattutto instancabile, fu scelto come simbolo.
Il campo di gara è allestito nello spiazzo del Gioco del Pallone, esterno all'antica cinta muraria di Torrita di Siena.

## Cultura

### Eventi
- Torrita Blues Festival: manifestazione musicale che si svolge a fine giugno dal 1989, nella quale si sono esibiti numerosi artisti internazionali.

## Amministrazione
Dal 1945 al 1991 l'amministrazione comunale è stata retta dal Partito Comunista Italiano, che aveva percentuali superiori al 75% dei voti. Dopo la fine della cosiddetta Prima Repubblica, il municipio è rimasto nelle mani di liste e persone espressione del centrosinistra.
Di seguito è presentata una tabella relativa alle amministrazioni che si sono succedute in questo comune.
| Periodo          | Periodo          | Primo cittadino  | Partito                                                        | Carica  | Note   |
| ---------------- | ---------------- | ---------------- | -------------------------------------------------------------- | ------- | ------ |
| 5 luglio 1985    | 14 giugno 1990   | Oscar Baccheschi | Partito Comunista Italiano                                     | Sindaco | [ 14 ] |
| 14 giugno 1990   | 30 novembre 1992 | Luciano Meloni   | Partito Democratico della Sinistra, Partito Comunista Italiano | Sindaco | [ 14 ] |
| 10 dicembre 1992 | 14 giugno 1999   | Silvana Micheli  | lista civica                                                   | Sindaco | [ 14 ] |
| 14 giugno 1999   | 14 giugno 2004   | Paolo Pieranni   | lista civica                                                   | Sindaco | [ 14 ] |
| 14 giugno 2004   | 26 maggio 2014   | Giordano Santoni | centro-sinistra                                                | Sindaco | [ 14 ] |
| 26 maggio 2014   |                  | Giacomo Grazi    | centro-sinistra                                                | Sindaco | [ 14 ] |

## Sport

### Tamburello
A Torrita si pratica il gioco della palla tamburello, sport della tradizione derivante dalla più antica disciplina del "pallone col bracciale". La pratica di questo sport è competenza dell'A.S.D. Polisportiva Torrita, che vanta diverse partecipazioni alla Serie C (che ha anche vinto) e alla Serie B. Oltre che con la squadra maschile, la società compete anche (nelle specialità open e indoor) in tornei e campionati per le categorie giovanili maschili e assoluta femminile.

### Calcio
La principale squadra di calcio della città è l'U.S. Torrita, mai spintasi oltre le divisioni dilettantistiche toscane.

### Calcio a 5
Il futsal si iniziò a praticare nel 1999 in seno all'U.S. Torrita, dopodiché nel 2009 avvenne la costituzione in club autonomo con il nome Futsal Torrita; il maggior risultato è la partecipazione al campionato nazionale di Serie B della F.I.G.C. - L.N.D. - Divisione Calcio a 5.